# Nesoryzomys indefessus
Nesoryzomys indefessus és una espècie extinta de rosegador de la família dels cricètids. Era endèmic de les illes Galápagos (Equador). No se sap gaire cosa sobre el seu hàbitat i la seva història natural. Es creu que la causa de la seva extinció fou la introducció de rates negres a l'arxipèlag.
L'espècie N. narboroughi, que encara existeix, fou considerada una subespècie de N. indefessus fins a la fi del segle XX.